# Natalia Ostianu
Natalia Ostianu (n. 7 martie 1922, Soroca, județul Soroca, România – d. 17 februarie 2005, Moscova, Rusia) a fost o matematiciană moldoveană, doctor habilitat în științe fizico-matematice, profesor universitar, membră a Academiei de Științe a Moldovei.

## Studii și carieră
A făcut studii la Facultatea de Matematică a Institutului Pedagogic din Chișinău, pe care a absolvit-o în 1945.
După facultate a făcut doctorantura pe lângă Institutul Municipal Pedagogic din Moscova, după care a susținut teza de doctor în științe (1955), iar în 1973 a devenit doctor habilitat în științe fizico-matematice. Din 1990 a fost profesor universitar.
În 1991 a fost aleasă membru de onoare al Academiei de Științe a Moldovei.
Activitatea profesională a început-o din 1945 în calitate de lector la Institutul Pedagogic de Stat din Chișinău. După doi ani s-a transferat ca profesoară de matematică la Școala Silvică a Ministerului Silviculturii din RSSM, după care, în 1951-1952, a fost angajată ca cercetător științific la Filiala Moldovenească a Academiei de Științe a URSS.
În anii 1955-1957 a activat în calitate de redactor superior la Editura Pedagogică a Ministerului Învățământului din Rusia, după care și-a continuat activitatea în cadrul secției de Matematică a Institutului Unional de Informație Științifică și Tehnică (VINITI), în diferite sectoare de cercetare științifică. Astfel, din 1958 până în 1961 a fost colaborator științific inferior la VINITI, în 1961-1967 colaborator științific superior, în 1967-1986 șefă a secției de matematică, iar din 1987 colaborator științific coordonator în cadrul aceleiași instituții.
S-a specializat în domeniul geometriei diferențiale și a devenit o autoritate științifică. A scris peste 60 de publicații științifice. A pregătit 7 doctori în științe fizico-matematice. A ținut prelegeri la universități din mai multe orașe din fosta URSS, precum și în străinătate în domeniul geometriei diferențiale. A tradus din limba rusă manuale de matematică pentru clasele primare și de geometrie pentru ciclu universitar.

## Publicații (selecție)
- К Телеман. Элементы топологии и дифференцируемые многообразия: Пер. с рум Наталия Михайловна Остиану. Мир ("L. Telemann & Natalia Mihailovna Ostian. Elemente de topologie și varietăți diferențiabile. Editura Mir"), 1967, 390 pagini
- Дифференциально-геометрические структуры на многообразиях [Текст] / Л.Е. Евтушик, Ю.Г. Лумисте, Н.М. Остиану, А.П. Широков ; Науч. ред. д. ф.-м. н. Н.М. Остиану. - Москва : ВИНИТИ, 1979. - 247 с.; 22 см. - (Итоги науки и техники / ВИНИТИ. Серия "Проблемы геометрии". Т. 9) ["Structuri diferențiale-geometrice pe colectoare [Text] / L.E. Evtushik, Yu.G. Lumiste, N.M. Ostian, A.P. Șirokov; Editura Științifică – N.M. Ostian., Moscova: VINITI, 1979. - 247 с.; 22 см. - (Rezultatele științei și tehnologiei / VINITI. Seria „Probleme de geometrie”. T. 9)"]